# Mike Mosley
Mike Mosley (Oklahoma City, 13 december 1946 - Riverside (Californië), 3 maart 1984) was een Amerikaans autocoureur. Hij was actief van 1967 tot 1983 in de USAC Championship Car en Champ Car kampioenschappen. Hij overleed op 37-jarige leeftijd na een verkeersongeluk.

## Carrière
Mosley reed zeventien seizoen in de Amerikaanse USAC Championship Car Series en de opvolger, de Champ Car Series. Van de 166 races waar hij aan deel nam, won hij er vijf. Zijn eerste overwinning kwam er op de Trenton Speedway in 1971, gevolgd door een overwinning op de Phoenix International Raceway in 1974. Zijn laatste drie overwinningen behaalde hij op de Milwaukee Mile in 1975, 1976 en 1981. Hij stond vijftien keer aan de start van de Indianapolis 500, een derde plaats in 1979 was zijn beste finish op de speedway.

## Resultaten
United States Automobile Club resultaten (aantal gereden races, aantal maal in de top 5 van een race, eindpositie kampioenschap en punten)
| Jaar | Races | 1ste | 2de | 3de | 4de | 5de | Rank | Ptn  |
| ---- | ----- | ---- | --- | --- | --- | --- | ---- | ---- |
| 1967 | 2     | -    | -   | -   | -   | -   | 39   | 120  |
| 1968 | 13    | -    | -   | 1   | 1   | -   | 20   | 860  |
| 1969 | 21    | -    | -   | 1   | 1   | 1   | 9    | 1220 |
| 1970 | 18    | -    | -   | 2   | 2   | 4   | 4    | 1900 |
| 1971 | 6     | 1    | -   | 1   | -   | -   | 17   | 655  |
| 1972 | 6     | -    | 1   | 1   | -   | 2   | 10   | 1250 |
| 1973 | 14    | -    | 1   | 2   | 1   | 1   | 6    | 2345 |
| 1974 | 11    | 1    | -   | -   | -   | -   | 13   | 1945 |
| 1975 | 9     | 1    | -   | 1   | -   | 1   | 12   | 1020 |
| 1976 | 12    | 1    | 1   | -   | 1   | 4   | 5    | 2120 |
| 1977 | 9     | -    | -   | 1   | 1   | 1   | 10   | 1030 |
| 1978 | 7     | -    | -   | -   | -   | -   | 24   | 483  |

Champ Car resultaten (aantal gereden races, aantal maal in de top 5 van een race, eindpositie kampioenschap en punten)
| Jaar | Races | 1ste | 2de | 3de | 4de | 5de | Rank | Ptn  |
| ---- | ----- | ---- | --- | --- | --- | --- | ---- | ---- |
| 1979 | 12    | -    | 1   | 1   | -   | -   | 10   | 1121 |
| 1980 | 5     | -    | -   | -   | -   | -   | 41   | 56   |
| 1981 | 5     | 1    | -   | -   | -   | -   | 19   | 32   |
| 1982 | 5     | -    | -   | -   | -   | -   | 19   | 37   |
| 1983 | 10    | -    | -   | -   | 2   | 1   | 14   | 36   |